# Stożek Mały
Der Stożek Mały (deutsch: Kleiner Kegel) ist ein Berg in Polen und Tschechien. Auf seinem Gipfel verläuft die Grenze zwischen der polnischen Stadt Wisła und der tschechischen Gemeinde Nýdek. Mit einer Höhe von 843 m ist er einer der niedrigeren Berge des Czantoria-Kamms der Schlesischen Beskiden. Der Berg ist ein beliebtes Touristenziel mit vielen Ausblicken auf die benachbarten Gebirge und das Tiefland.

## Tourismus
Auf den Gipfel führen mehrere markierte Wanderwege von polnischer und tschechischer Seite. Über den Kamm verläuft auch der Beskiden-Hauptwanderweg von Ustroń nach Wołosate in den Bieszczady.

## Panorama

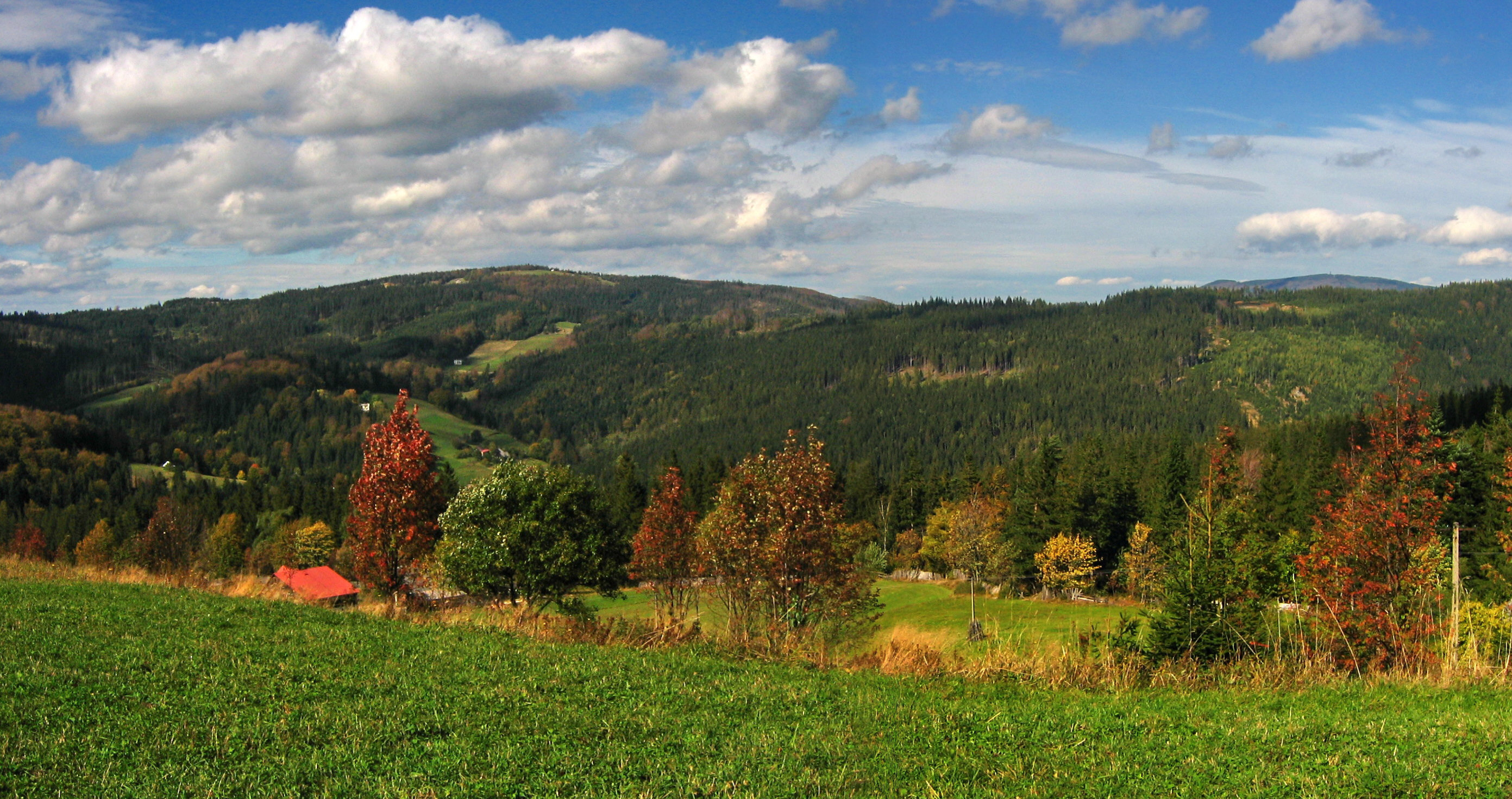
Panorama auf den Gipfel